# Neoterpes kunzei
Neoterpes kunzei là một loài bướm đêm trong họ Geometridae.